# Meike Freitag
Meike Freitag (ur. 7 lutego 1979 we Frankfurcie nad Menem) – niemiecka pływaczka specjalizująca się w stylu dowolnym.
Wicemistrzyni olimpijska z Atlanty w sztafecie 4 x 200 m stylem dowolnym oraz dwukrotna brązowa medalistka z Atlanty i Sydney w sztafetach 4 x 100 i 4 x 200 m stylem dowolnym, uczestniczka Igrzysk Olimpijskich w Pekinie (5. miejsce w sztafecie 4 x 100 i 12. miejsce w sztafecie 4 x 200 m stylem dowolnym).
Dwukrotna wicemistrzyni świata z Fukuoki i Melbourne w sztafecie 4 x 200 m stylem dowolnym. Brązowa medalistka mistrzostw Europy z Helsinek w sztafecie 4 × 50 m stylem dowolnym. Brązowa medalistka Uniwersjady z Palma de Mallorca na 200 m stylem dowolnym.
Jest córką pływaka – dwukrotnego olimpijczyka Wernera Freitaga.